# Bifora
 Ovo je glavno značenje pojma Bifora. Za biljni rod latinskog naziva Bifora pogledajte Smrdulja.
Bifora (od talijanskog: bifora) tip je prozorskog okna okomito podijeljenog na dva jednaka dijela - stupom, pilonom ili na neki drugi način. Svaki je dio nadsvođen lukom, a ponekad i cijela bifora jednim dodatnim lukom, pri čemu se u prostoru između dvaju manjih lukova i velikog luka često nalaze dekorativni elementi.
Njihova masovnija upotreba u graditeljstvu počinje u doba romanike, a u razdoblju gotike omiljene su bile uske elegantne bifore, uglavnom na crkvenim zvonicima. U 12. se stoljeću bifore pojavljuju i u armenskoj, a potom i u islamskoj arhitekturi. 
Bifore su se zadržale i u renesansi, a nakon toga izlaze iz mode. Vraćaju se u 19. stoljeću, u vrijeme historicizma i ponovne popularizacije ranijih stilova (gotike i romanike).
Ovaj se tip prozorskog okvira često koristio kod izgradnje zvonika. Niži bi zvonici obično imali bifore jer se na taj način smanjivala njihova masa pa bi tako mogli dosegnuti veće visine.

## Vanjske poveznice
|  | Zajednički poslužitelj ima još gradiva o temi Bifora |